# Кльонув (Малопольське воєводство)
Кльонув (пол. Klonów) — село в Польщі, у гміні Рацлавиці Меховського повіту Малопольського воєводства.
Населення — 321 особа (2011).
У 1975-1998 роках село належало до Келецького воєводства.

## Демографія
Демографічна структура станом на 31 березня 2011 року:
|          | Загалом | Допрацездатний вік | Працездатний вік | Постпрацездатний вік |
| -------- | ------- | ------------------ | ---------------- | -------------------- |
| Чоловіки | 164     | 36                 | 107              | 21                   |
| Жінки    | 157     | 27                 | 87               | 43                   |
| Разом    | 321     | 63                 | 194              | 64                   |